# مارکو براینوویچ
مارکو براینوویچ (انگلیسی: Marko Brainović؛ ۱۷ ژوئیهٔ ۱۹۲۰ – ۱۶ اکتبر ۲۰۱۰) بازیکن واترپلو اهل یوگسلاوی بود.